# 범블

범블의 로고

범블(Bumble)은 2014년에 출시된 온라인 데이트 및 네트워킹 애플리케이션이다. 사용자에게 잠재적인 매치의 프로필이 표시되며, 사용자는 후보자를 거부하기 위해 왼쪽으로 스와이프하거나 관심이 있음을 나타내기 위해 오른쪽으로 스와이프할 수 있다. 2024년까지 오직 여성 사용자만이 매치된 남성 사용자와 첫 번째 접촉을 할 수 있었고 동성애 매치에서는 두 사람 모두 먼저 메시지를 보낼 수 있었다. 그 앱은 범블 주식회사의 제품이다.